# Pepe González Arenas
José González Arenas (Córdoba, 18 de abril de 1959), conocido como Pepe González Arenas, es un biólogo y divulgador español.

## Actividad profesional
En 1986 obtiene el título de Licenciado en Ciencias Biológicas por la Universidad de Córdoba, especializándose en Etología. 
Nada más licenciarse comienza a trabajar en la enseñanza, en el año 1987, como profesor interino en el IES n.º 1 de Fuengirola y en el IES Emilio Prados de Málaga.
Desde 1988 a 1990 trabajó como consultor ambiental y en 1990 fue nombrado Director-Conservador del parque natural Sierra de Cardeña y Montoro sentando las bases de la gestión sostenible de ese espacio natural protegido.
Ese mismo año consiguió por oposición, una plaza del Cuerpo Superior Facultativo de la Junta de Andalucía “Biólogos de la Junta de Andalucía” siendo adscrito al Centro de Investigación Agraria “Alameda del Obispo” en Córdoba.
En 1991 fue nombrado delegado provincial de la Consejería de Agricultura y Pesca en Córdoba, asumiendo también las funciones como director provincial del I.A.R.A. Durante su mandato y hasta noviembre de 1994, se ocupó de implantar la reforma de la Política Agrícola Común y las ayudas por superficie, de la lucha contra la peste porcina africana, de las mejoras de los caminos rurales para contribuir al desarrollo rural o de la promoción de la agricultura ecológica. 
Posteriormente se centró en desarrollar su trabajo, investigando en el Área de Economía y Sociología Agrarias del Centro IFAPA “Alameda del Obispo”, focalizando su actividad en la Economía Ambiental y en la Economía de los Recursos Naturales.
En el año 2001 logra el título de Doctor en Ciencias Ambientales por la Universidad de Córdoba, siendo ese el primer título de esa especialidad expedido en Andalucía.
En el año 2013 consigue el título de Experto Universitario en Divulgación y Comunicación de la Ciencia y de la Tecnología por la Universidad de Oviedo
En la actualidad continúa su trabajo como científico, investigando e impartiendo docencia, dentro del Área de Economía de la Cadena Alimentaria del Centro IFAPA "Alameda del Obispo", en Córdoba.

## Actividad social y política
Comprometido socialmente, es miembro de varias asociaciones como Greenpeace, Amnistía Internacional y Médicos Sin Fronteras. 
En febrero de 2012, funda la asociación Amigos de Medina Azahara (AMAZ). 
Forma parte del PSOE desde 1985, habiendo sido Secretario General de la Agrupación Centro de Córdoba y Coordinador provincial del Grupo Sectorial de Medio Ambiente del PSOE de Córdoba
En diciembre de 2021, es elegido como miembro de la Comisión Ejecutiva Provincial del PSOE de Córdoba, para desarrollar la Secretaría de Cultura.
Para las Elecciones Generales del 23 de julio de 2023, fue elegido Suplente 1.º en la candidatura socialista al senado. 
Tras el Congreso del PSOE de Córdoba de abril de 2025, es elegido Secretario de Sostenibilidad y Medio Ambiente de la Ejecutiva Provincial, coordinando las Secretarías de Reto demográfico y Fijación de la población al territorio, Agricultura y ganadería, y Cambio climático y Transición ecológica.

## Actividad artística
Comenzó con la fotografía analógica con temas de naturaleza para posteriormente concentrar su actividad principalmente en la fotografía de calle.
Pepe González Arenas realizó su formación fotográfica en la Escuela de Arte “Antonio Povedano” en Córdoba (España), complementándola con cursos y talleres con artistas como Ouka Leele, Gervasio Sánchez, Francisco Guerrero, Manuel Torres o Pepe Castro.
Ha participado en numerosas exposiciones con su obra fotográfica en Madrid, Córdoba, Sanlúcar de Barrameda y Núremberg así como en publicaciones y compendios, principalmente, de la fotografía andaluza.
Pepe González Arenas declara: “soy fotógrafo porque creo que retratar es dar amor”. Le interesa la calle y lo que en ella acontece. Con sus fotografías trata de captar la vida cotidiana de la ciudad, visibilizando lo invisible.

### Foto-libros
En el año 2018 formó parte del foto-libro titulado REFLEJOS. En el año 2019  participa en el foto-libro LA SOLEDAD  presentado en el Círculo Cultural Juan XXIII de Córdoba.

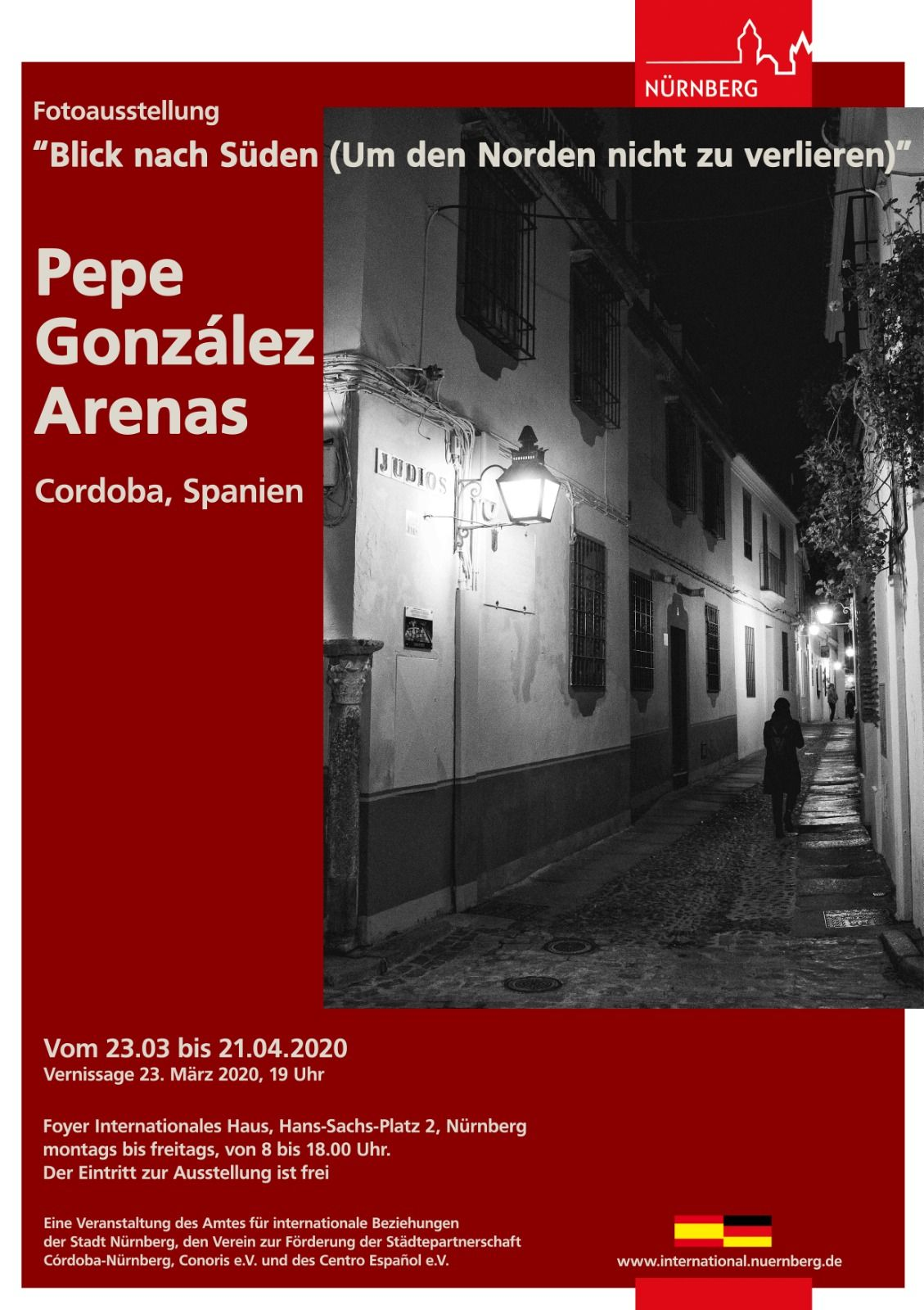
Cartel de la Exposición "Miradas al Sur para no perder el Norte"

### Exposiciones
Con el título IMPARES  participó en la exposición colectiva de fotografía en la Sala Municipal  "Juana Francés" de Madrid en el año 2017.
Pepe González Arenas es uno de los fotógrafos en la exposición de la COLECCIÓN ISABEL CAPARRÓS en la Biblioteca Viva al-Ándalus de Córdoba en el año 2017.
Con el título LA CALLE VISIBLE  realiza la exposición individual en el Ilustre Colegio de Abogados de Córdoba en el año 2018.
Exposición individual en el año 2018-2019  en  la Fundación Antonio Gala de Córdoba  titulada EL FOTÓGRAFO Y EL ARTISTA en la que presenta diversos artistas de Córdoba y sus procesos creativos.
Exposición FONDO ARTÍSTICO del Ilustre Colegio de Abogados de Córdoba en el año 2019. Este mismo año participa en la exposición DIEZXQUINCE en SanlúcarFoto, en Sanlúcar de Barrameda (Cádiz).
Durante febrero y marzo de 2020, participa en la exposición colectiva LA SOLEDAD, en el Círculo Cultural Juan XXIII.
MIRADAS AL SUR (PARA NO PERDER EL NORTE), es el título de la exposición individual que realiza en 2020 en Núremberg, (Alemania) en la Galería de Arte de la Casa Internacional de la Municipalidad. Allí presenta fotografías tomadas en calles de Marrakech, Madrid y Córdoba.
En noviembre de 2020, presenta en Casa de Sefarad, la exposición ELOGIO A LA LECTURA, en la que retrata a 14 personas de la sociedad cordobesa leyendo, en lo que constituye un gran homenaje a los libros.
En abril de 2021, expone en el BSN GGNOME Virtual Museum, la muestra DAMNATIO MEMORIAE, que es el ajuste de cuentas personal que el artista hace con la pandemia de la covid19.
En febrero de 2022 participa en la exposición colectiva ARTE CONTRA EL DESCONCIERTO, financiada por la Fundación Rafael Boti, con su proyecto fotográfico EL PODER DE LA MIRADA
Durante julio y agosto de 2022, muestra su serie DAMNATIO MEMORIAE en Chile. En el Museo municipal de Bellas Artes de Valparaíso
Durante el verano de 2022, catorce fotografías suyas fueron seleccionadas por la Universidad de Alcalá de Henares para formar parte del ARCHIVO COVID, archivo fotográfico de lo que fue la pandemia creada por el virus SARS-Cov-2.
En abril de 2023, participó en la exposición colectiva LA FIGURACIÓN EN CREA, celebrada en Arroyomolinos (Madrid) y en la muestra del BSN GGNOME Virtual Museum Iª EXPOSICIÓN COLECTIVA CREA.